# Eric Quill
Eric Quill (Missouri City, Estados Unidos, 28 de febrero de 1978) es un exjugador y entrenador de fútbol estadounidense. Actualmente dirige al F.C. Dallas de la Major League Soccer.

## Carrera como jugador

### Inicios
Quill, un destacado jugador de fútbol juvenil, recibió una oferta de contrato del Ajax de Ámsterdam cuando era adolescente, pero declinó la oportunidad de ir a Europa. En su lugar, se quedó en los Estados Unidos y siguió el camino convencional: fue a la Universidad Clemson para jugar fútbol universitario en 1996.Sin embargo, después de marcar seis goles y dar cinco asistencias como estudiante de primer año con los Tigers, Quill decidió hacerse profesional y firmó un contrato con la MLS en el marco del Proyecto 40.

### Etapa profesional
Quill fue asignado al Tampa Bay Mutiny para la temporada de 1997, pero tuvo poco tiempo de juego. Después de aparecer extensamente como suplente en 1999, entró en la alineación titular del equipo en 2000, cuando disputó 25 encuentros, registrando cinco goles y once asistencias.Sin embargo, el club desapareció a fines de 2001, y fue seleccionado cuarto en general por los Kansas City Wizards en el SuperDraft de la MLS 2002.
De cara a la temporada 2004, fue traspasado en la pretemporada a los Dallas Burn junto con Carey Talley por Shavar Thomas. Allí, tuvo una temporada decepcionante, y aunque superó a Brad Davis por su posición de mediocampista izquierdo, sólo registró un gol y tres asistencias en el año.Finalmente, rescindió su contrato a principios de 2005 y firmó con los MetroStars en el mes de agosto, pero fue liberado tres meses más tarde.
Al no poder encontrar un club, se dedicó a la enseñanza donde pasó un tiempo como asistente técnico y coordinador de reclutamiento del equipo de fútbol femenino de la Universidad de Houston en 2007 y 2008.A principios de 2009, salió de su semi-retiro para jugar en la Premier Development League con los Houston Leones.

## Carrera como entrenador
Luego de un previo paso por la Universidad de Houston, Quill tuvo su primera experiencia como entrenador principal en el North Texas S.C. en 2019.En su primera temporada, ganó la USL League One y semanas más tarde fue nombrado Entrenador del Año en la competencia.En diciembre de 2021, dejó su cargo en el club texano para sumarse al cuerpo técnico de Caleb Porter en el Columbus Crew donde permaneció hasta octubre del 2022.
El 13 de junio de 2023, fue contratado como entrenador del New Mexico United.En agosto de 2024, el club extendió su contrato hasta el final de la temporada 2026.Unos meses después, llevó al equipo a obtener su mejor desempeño en una sola temporada en 2024, incluido un título de la Conferencia Oeste y récords de temporada del equipo en victorias y puntos.
En noviembre de 2024, asumió al frente del F.C. Dallas.

## Clubes

### Como jugador
| Club                           | País           | Año       |
| ------------------------------ | -------------- | --------- |
| Tampa Bay Mutiny               | Estados Unidos | 1997-2001 |
| Jacksonville Cyclones (cedido) | Estados Unidos | 1997      |
| MLS Pro-40 (cedido)            | Estados Unidos | 1998-1999 |
| Kansas City Wizards            | Estados Unidos | 2002-2003 |
| Dallas Burn                    | Estados Unidos | 2004      |
| MetroStars                     | Estados Unidos | 2005      |
| Houston Leones                 | Estados Unidos | 2009      |

### Como entrenador
| Club              | País           | Año           |
| ----------------- | -------------- | ------------- |
| North Texas S.C.  | Estados Unidos | 2019-2021     |
| New Mexico United | Estados Unidos | 2023-2024     |
| F.C. Dallas       | Estados Unidos | 2024-presente |

## Palmarés

### Como entrenador

#### Campeonatos nacionales
| Título         | Club             | País           | Año  |
| -------------- | ---------------- | -------------- | ---- |
| USL League One | North Texas S.C. | Estados Unidos | 2019 |